# Tvåtjärnarna (Stensele socken, Lappland)
Tvåtjärnarna är en sjö i Storumans kommun i Lappland och ingår i Umeälvens huvudavrinningsområde.